# Abel–Plana-formula
A matematikában az Abel–Plana-formula egy összegzési formula, amit egymástól függetlenül fedezett fel Niels Henrik Abel (1823) és Giovanni Antonio Amedeo Plana (1820). 
Azt állítja, hogy ha az f függvény holomorf a Re(z) ≥ 0 félsíkon, és  |f| növekedése korlátozható az C/|z|1+ε függvénnyel, akkor
{\displaystyle \sum _{n=0}^{\infty }f(n)=\int _{0}^{\infty }f(x)\,dx+{\frac {1}{2}}f(0)+i\int _{0}^{\infty }{\frac {f(it)-f(-it)}{e^{2\pi t}-1}}\,dt.}
Az előző feltételek elégségesek, de nem szükségesek, gyengébb határokkal is teljesül az összefüggés.(Olver 1997, p. 290)
Alkalmazására példa a Hurwitz-féle zéta-függvény:
{\displaystyle \zeta (s,\alpha )=\sum _{n=0}^{\infty }{\frac {1}{(n+\alpha )^{s}}}={\frac {\alpha ^{1-s}}{s-1}}+{\frac {1}{2\alpha ^{s}}}+2\int _{0}^{\infty }{\frac {\sin \left(s\arctan {\frac {t}{\alpha }}\right)}{(\alpha ^{2}+t^{2})^{\frac {s}{2}}}}{\frac {dt}{e^{2\pi t}-1}}.}
Abel változata az alternáló összegekre:
{\displaystyle \sum _{n=0}^{\infty }(-1)^{n}f(n)={\frac {1}{2}}f(0)+i\int _{0}^{\infty }{\frac {f(it)-f(-it)}{2\sinh(\pi t)}}\,dt.}

## Fordítás
- Ez a szócikk részben vagy egészben  az   Abel–Plana formula című angol Wikipédia-szócikk fordításán alapul.  Az eredeti cikk szerkesztőit annak laptörténete sorolja fel. Ez a jelzés csupán a megfogalmazás eredetét és a szerzői jogokat jelzi, nem szolgál a cikkben szereplő információk forrásmegjelöléseként.